# Erfurter Tor (Sömmerda)

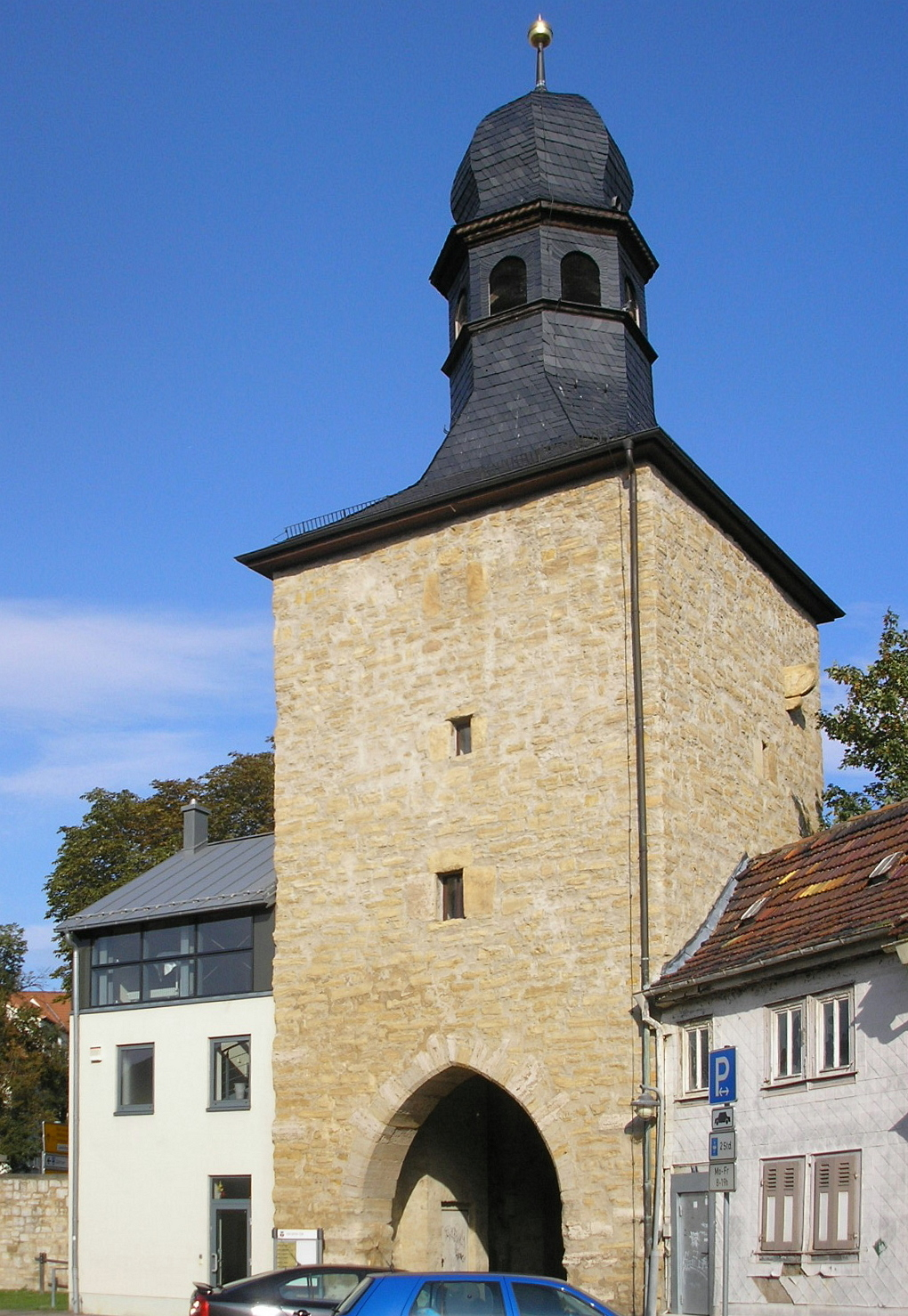
Erfurter Tor Sömmerda

Das Erfurter Tor in Sömmerda ist Teil einer mittelalterlichen Stadtbefestigung, die zugleich auch den Wegezoll einnahm. Es war eines von fünf Stadttoren und wurde 1395 als eines der ersten Stadttore der Stadtmauer errichtet. Es ist zugleich das einzige, welches erhalten geblieben ist. Es ist Wahrzeichen der Stadt Sömmerda und gilt dort als eines der ältesten Bauwerke. Es ist das Stadttor in die östliche Richtung. Es ist zugleich das älteste Gebäude der Stadt Sömmerda.

## Geschichte
Nach chronikalischer Überlieferung wurde das Erfurter Tor als Stadteingang zur bereits existierenden Ortsbefestigung gebaut als eines der ersten von fünf Stadttoren der ab 1589 ausgebauten Stadtmauer, die sechs Wehrtürme besitzt. Dort wurde der Grundstein dazu gelegt. Dafür spricht der gotische Spitzbogen der Toreinfahrt, über dem zwei kleine übereinanderliegende Fenster auf der jeweiligen Geschossebene angebracht sind. Eine Zugbrücke gab es allem Anschein nach auch nicht, weil Reste der Verankerung der Zugvorrichtung an der Mauerung nicht vorhanden sind. Das Tor mit dem Turmaufbau auf viereckigem Grundriss ist schmucklos und wurde mehrfach verändert. In dem Tor wohnte ein Wächter, der durch eine Außentreppe ins Innere gelangte und das Tor zu einer bestimmten Zeit verschließen musste. Wer nach der festgesetzten Zeit ankam, musste ein Einlassgeld zahlen oder draußen bleiben oder drin. Um die Sömmerdaer Stadtbefestigungsanlage befand sich ein Wassergraben, der zuerst vermutlich über eine Holzbrücke, später eine Steinbrücke durch das Erfurter Tor zu passieren war. Der Turm über dem Tor war dreigeschossig mit einer Höhe von 27 Metern. 
Einst zierte eine Wetterfahne den schieferbedeckten Turmhelm, der allerdings in späterer Zeit aufgesetzt wurde. Während einer der mehrmaligen baulichen Veränderungen des Turmaufsatzes wurde sie 1993 im Zuge der Altstadtsanierung mit einem  Turmknopf ausgetauscht. Der Turmknopf aus vergoldetem Kupfer hat einen Durchmesser von 50 cm. In das Innere wurden zwei Metallhülsen mit Zeitzeugnissen eingelagert. Das Erfurter Tor wurde nach Abschluss weiterer Sanierungsarbeiten 1999 wiedereröffnet. Das Wahrzeichen von Sömmerda wurde mit einem angesetzten modernen Funktionsbau erweitert, der vielfältige Nutzungsmöglichkeiten bietet. Während der Spitzbogen aus sorgfältig gearbeiteten Steinen besteht, wurde der Turm selbst aus Bruchstein errichtet. Durch den Funktionsneubau von 2001, zum KUNST-Turm etabliert, haben die historischen Mauern inzwischen überregionale Bedeutung erlangt. Später wurde mit dem damit erfolgten Lückenschluss der Stadtmauer der Urzustand wieder hergestellt. Eine museale Nutzung erfolgt allerdings bereits seit 1977.
Das Erfurter Tor steht unter Denkmalschutz. Das gilt auch für die gesamte Stadtmauer und ihre Wehrtürme, die zu den besterhaltenen mittelalterlichen Stadtbefestigungen Thüringens zählen.
In der Kölledaer Straße 33 befindet sich das Hotel Erfurter Tor.